# Heliskiing

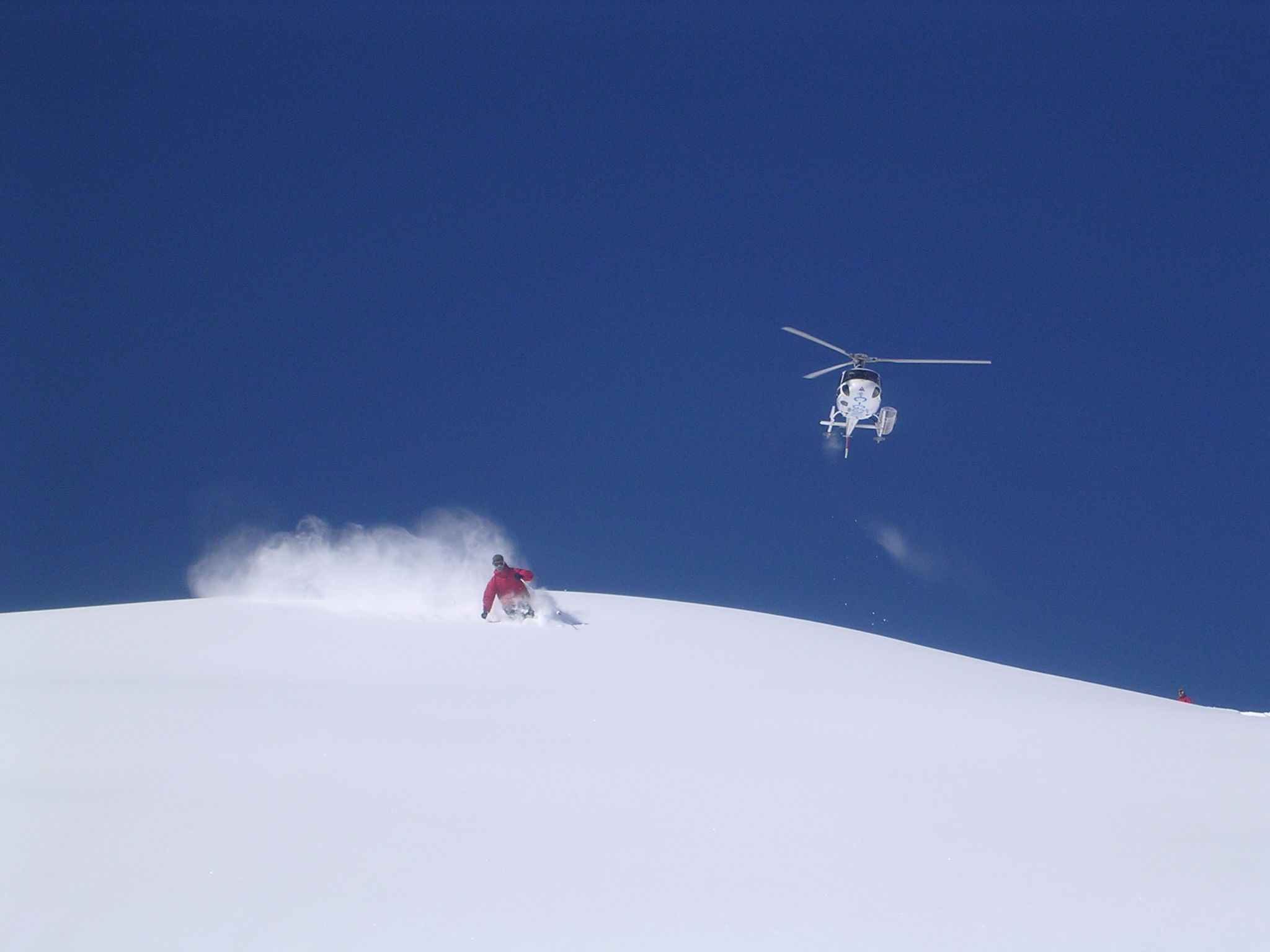
Heliskiing i Kanada

Heliskiing, eller heliskidåkning på svenska, innebär att bli uppflugen på någon bergstopp med hjälp av en helikopter, för att sedan ta sig ner på skidor. Heliskiing är en typ av off-piståkning, eftersom det inte sker i någon markerad nedfart. Det finns vissa företag i Sverige som anordnar denna typ av åkning.
Heliskiing är förbjudet i Tyskland och Frankrike.

## Olyckor och incidenter
Den 24 mars 2014 dog den tyska företagsledaren Jannik Inselkammer efter att ha svepts med av en lavin i samband med heliskiing på Selkirk Mountains i Kanada.
Den 20 mars 2025 dödades två personer i en lavinolycka i samband med heliskiing i närheten av Abisko.